# S-a întâmplat mâine
S-a întâmplat mâine (în engleză It Happened Tomorrow) este un film fantastic american din 1944, regizat de René Clair, cu Dick Powell, Linda Darnell și Jack Oakie în rolurile principale și cu Edgar Kennedy și John Philliber în rolurile secundare. Se bazează pe piesa de teatru The Jest of Haha Laba scrisă de Lord Dunsany.

## Rezumat
În anii 1890, Lawrence Stevens (Dick Powell) este un scriitor de necrologuri nemulțumit de meseria sa. Acesta primește de la un om decedat fantomatic, numit Tataia Benson (John Philliber), un ziar cu  știrile de mâine. El folosește ziarul pentru a scrie articole și a avea întâietate în fața altor reporteri; dar acest lucru îl aduce și în atenția inspectorului de poliție Mulrooney (Edgar Kennedy), care dorește să afle cum de Stevens pare întotdeauna să știe ce se va întâmpla și unde. Pe Mulrooney îl interesează de fapt de unde a știut Lawrence Stevens de comiterea unui jaf armat la casieria unui teatru în timpul unui spectacol. Stevens și noua sa iubită Sylvia (Linda Darnell) – după un spectacol de clarviziune cu unchiul ei Oscar Smith (Jack Oakie) – au o serie de aventuri, până când unchiul ei crede greșit că Stevens trăiește cu nepoata lui. Unchiul încearcă să-l forțeze astfel pe Stevens să se căsătorească cu ea, fără să știe că Stevens a venit la el să-i ceară mâna. 
Stevens primește un alt ziar de la Tataia Benson, intenționând să-l folosească pentru a paria a doua zi pe caii de la hipodrom, pentru a câștiga suficienți bani pentru a se căsători. Din nefericire, el a citit și o știre despre propria sa moarte în acea noapte, așa că el și Sylvia se căsătoresc imediat și pleacă spre pista de curse cu unchiul ei. Stevens pariază pe caii câștigători din ziar, obținând 60.000 de dolari, care sunt apoi furați la întoarcerea în oraș. Ei gonesc după hoți, dar sunt arestați pentru viteză. 
Stevens încearcă tot posibilul să evite holul hotelului unde se presupune că are loc moartea sa, dar circumstanțele îl împing în această direcție. Îl zărește pe omul care i-a furat banii și îl urmărește pe jos, pe străzi și pe acoperișuri, până când amândoi cad prin hornul care duce chiar în holul hotelului pe care încerca să-l evite. Un foc de armă izbucnește, iar hoțul este împușcat și ucis. Deoarece are portofelul lui Stevens la el, el este identificat la început ca jurnalistul Stevens, iar ziarul său tipărește o poveste eronată spunând că reporterul lor vedetă a fost ucis. Când un alt reporter află adevărul, ziarul a ajuns deja pe străzi; și tocmai această ediție greșită i-a fost oferită lui de către Pop. 
Așadar, Stevens nu moare în holul hotelului, iar el și Sylvia trăiesc pentru a sărbători și a 50-a aniversare a nunții.

## Distribuție
- Dick Powell - Reporterul Lawrence Stevens
- Linda Darnell - Sylvia Smith
- Jack Oakie - Unchiul Oscar Smith
- Edgar Kennedy - Inspectorul Mulrooney
- John Philliber - Pop Benson
- Edward Brophy - Jake Schomberg, omul care ia pariuri la hipodrom
- George Cleveland - Mr. Gordon, redactor-șef al ziarului
- Sig Ruman - Mr. Beckstein, circus scout
- Paul Guilfoyle - Shep
- George Chandler - Bob
- Eddie Acuff - Jim
- Robert Dudley - Justice of the Peace

## Producție
Regizorul și producătorul Frank Capra a cumpărat inițial drepturile de autor ale povestirii lui  Hugh Wedlock și Howard Snyder, dar când a descoperit că ideea era similară celei din piesa de teatru de 20 de ani a lui Lord Dunsany, a cumpărat-o și pe aceasta; mai târziu, când a intrat în armată pentru a servi în al doilea război mondial, le-a vândut pe amândouă lui Arnold Pressburger. Pressburger l-a întrebat pe Rene Clair în privința regiei filmului, iar cei doi l-au angajat pe prietenul lui Clair, Dudley Nichols, pentru a ajuta la scrierea scenariului. Au stabilit ca scenariul să aibă loc în perioada de timp din anii 1890 pentru a evita descrierea războiului în film.
Inițial, Clair l-a dorit pe Cary Grant în rolul principal, dar l-a ales până la urmă pe Dick Powell, care era pe punctul de a-și transforma  personajul de pe ecran dintr-o persoană „juvenilă” de comedie într-un personaj mai dur, deoarece urma să interpreteze detectivul privat Philip Marlowe în Crimă, draga mea mai târziu în acel an, urmat apoi de o serie de filme noir.
Cu toate că S-a întâmplat mâine era departe de a fi favoritul lui Clair, el a scris mai târziu că „aici sunt cele mai bune douăzeci de minute pe care le-am făcut la Hollywood”. Finalul, în special, care se bazează pe o greșeală din ziar din viitor, a avut o legătură personală pentru Clair, din moment ce a fost concediat de la primul său loc de muncă ca reporter când a relatat o povestire care a fost opusă celor întâmplate de fapt; de asemenea, Nichols era un fost știrist.

## Primire
S-a întâmplat mâine a fost un succes la box office. Istoricul de film Jeff Stafford a menționat că răspunsul critic din Statele Unite a fost „de apreciere, dar rezervat”. În Franța, însă, filmul a fost un „succes critic major”.

## Premii și onoruri
S-a întâmplat mâine a fost nominalizat la două premii Oscar: 
- Cea mai bună coloană sonoră într-un film dramatic sau de comedie (pentru Robert Stolz)
- Cel mai bun sunet, înregistrare (pentru Jack Whitney)

## Adaptări
S-a întâmplat mâine a fost adaptat ca piesă de radio în episodul din 3 iulie 1944 al Lux Radio Theatre cu Don Ameche și Anne Baxter, în episodul din 25 septembrie 1944 al The Screen Guild Theatre cu Dick Powell și Linda Darnell care și-au rejucat rolurile originale și în episodul din 9 octombrie 1946 al serialului radiofonic Academy Award, cu Eddie Bracken și Ann Blyth. 